# Judo op de Olympische Zomerspelen 1976
Judo is een van de sporten die beoefend werden tijdens de Olympische Zomerspelen 1976 in Montréal, Canada. 
Ook op deze Spelen behaalt Japan de meeste medailles, maar wordt nu op de voet gevolgd door de Sovjet-Unie.
Nederland behaalt deze keer geen medailles.

## Heren

### lichtgewicht (tot 63 kg)
| rang   | sporter          | land       |
| ------ | ---------------- | ---------- |
| Goud   | Héctor Rodríquez | Cuba       |
| Zilver | Eun Kyung Chang  | Zuid-Korea |
| Brons  | József Tuncsik   | Hongarije  |
| Brons  | Felice Mariani   | Italië     |

### weltergewicht (tot 70 kg)
| rang   | sporter           | land        |
| ------ | ----------------- | ----------- |
| Goud   | Vladimir Nevzorov | Sovjet-Unie |
| Zilver | Koji Kuramoto     | Japan       |
| Brons  | Marian Talaj      | Polen       |
| Brons  | Patrick Vial      | Frankrijk   |

### middengewicht (tot 80 kg)
| rang   | sporter          | land        |
| ------ | ---------------- | ----------- |
| Goud   | Isamu Sonoda     | Japan       |
| Zilver | Valeri Dvoinikov | Sovjet-Unie |
| Brons  | Slavko Obadov    | Joegoslavië |
| Brons  | Yong Chul Park   | Zuid-Korea  |

### middenzwaargewicht (tot 93 kg)
| rang   | sporter            | land             |
| ------ | ------------------ | ---------------- |
| Goud   | Kazuhiro Ninomiya  | Japan            |
| Zilver | Ramas Sjarsjiladse | Sovjet-Unie      |
| Brons  | David Starbrook    | Groot-Brittannië |
| Brons  | Jürg Röthlisberger | Zwitserland      |

### zwaargewicht (boven 93 kg)
| rang   | sporter           | land                     |
| ------ | ----------------- | ------------------------ |
| Goud   | Serhei Novikov    | Sovjet-Unie              |
| Zilver | Günther Neurather | Bondsrepubliek Duitsland |
| Brons  | Sumio Endo        | Japan                    |
| Brons  | Allan Coage       | Verenigde Staten         |

### alle categorieën (open klasse)
| rang   | sporter              | land             |
| ------ | -------------------- | ---------------- |
| Goud   | Haruki Uemura        | Japan            |
| Zilver | Keith Rempfy         | Groot-Brittannië |
| Brons  | Jeaki Cho            | Zuid-Korea       |
| Brons  | Sjota Tsjotsjisjvili | Sovjet-Unie      |

## Medaillespiegel
| Plaats | Land                     | Goud | Zilver | Brons | Totaal |
| 1      | Japan                    | 3    | 1      | 1     | 5      |
| 2      | Sovjet-Unie              | 2    | 2      | 1     | 5      |
| 3      | Cuba                     | 1    | 0      | 0     | 1      |
| 4      | Zuid-Korea               | 0    | 1      | 2     | 3      |
| 5      | Groot-Brittannië         | 0    | 1      | 1     | 2      |
| 6      | Bondsrepubliek Duitsland | 0    | 1      | 0     | 1      |
| 7      | Frankrijk                | 0    | 0      | 1     | 1      |
| 7      | Hongarije                | 0    | 0      | 1     | 1      |
| 7      | Italië                   | 0    | 0      | 1     | 1      |
| 7      | Joegoslavië              | 0    | 0      | 1     | 1      |
| 7      | Polen                    | 0    | 0      | 1     | 1      |
| 7      | Verenigde Staten         | 0    | 0      | 1     | 1      |
| 7      | Zwitserland              | 0    | 0      | 1     | 1      |
| Totaal | Totaal                   | 6    | 6      | 12    | 24     |

Tokio 1964 · 
München 1972 · 
Montréal 1976 · 
Moskou 1980 · 
Los Angeles 1984 · 
Seoel 1988 · 
Barcelona 1992 · 
Atlanta 1996 · 
Sydney 2000 · 
Athene 2004 · 
Peking 2008 · 
Londen 2012 · 
Rio de Janeiro 2016  · 
Tokio 2020 · 
Parijs 2024 · 
Los Angeles 2028 
Medaillewinnaars
Atletiek · Basketbal · Boksen · Boogschieten · Gewichtheffen · Handbal · Hockey · Judo · Kanovaren · Moderne vijfkamp · Paardensport · Roeien · Schermen · Schietsport · Schoonspringen · Turnen · Voetbal · Volleybal · Waterpolo · Wielersport · Worstelen · Zeilen · Zwemmen